# Internationaler Willy-Brandt-Preis

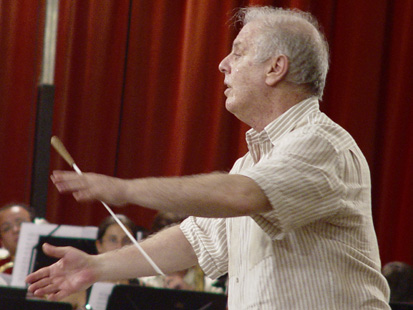
Daniel Barenboim bei einer Probe mit dem West-Eastern Divan Orchester in Sevilla, 2005

Der Internationale Willy-Brandt-Preis ist eine im Jahr 2011 von der SPD ins Leben gerufene Auszeichnung. Mit dem Preis geehrt werden sollen Personen oder Institutionen, die sich in vorbildlicher Weise für die internationale Verständigung zwischen den Völkern eingesetzt haben. Dotiert ist der Preis mit 25.000 €, er wird jährlich vergeben und kann auch geteilt werden.
Die Auszeichnung soll an Leben und Wirken des früheren Bundeskanzlers und SPD-Vorsitzenden Willy Brandt erinnern. Anlass für die Stiftung des Preises durch die SPD war der 40. Jahrestag des Kniefalls von Willy Brandt in Warschau. Stifter des Preises sind die Familien Gerhard Schröder und Doris Schröder-Köpf sowie Gabriele und Michael Frenzel. Der Preis wird im Rahmen einer Festveranstaltung im Willy-Brandt-Haus in Berlin übergeben.
Eine Jury, anfangs mit dem zwischenzeitlich verstorbenen Vorsitzenden Egon Bahr, schlägt einen oder mehrere Kandidaten vor, aus denen dann der SPD-Parteivorstand den/die Preisträger bestimmt. Weitere Mitglieder der Jury sind Doris Schröder-Köpf, Michael Frenzel, Christine Hohmann-Dennhardt, Miriam Meckel und Eberhard Sandschneider.

## Preisträger

### 2011
Erster Träger der neu geschaffenen Auszeichnung war der Dirigent Daniel Barenboim, der  sich mit seinem „West-Eastern Divan Orchestra“ für Völkerverständigung im Nahen Osten einsetzt. Die ägyptische Schriftstellerin und Dramatikerin Laila Soliman wurde zugleich mit einem Sonderpreis für besonderen politischen Mut ausgezeichnet. Beide Preise wurden am 25. Oktober 2011 im Berliner Willy-Brandt-Haus übergeben. Die Laudatio für Laila Soliman hielt Hamed Abdel-Samad.

### 2013
Zweiter Preisträger war 2013 der norwegische Premierminister Jens Stoltenberg. Den Sonderpreis erhielt der in Weißrussland seit 2011 inhaftierte Oppositionspolitiker Nikolai Statkevitch. Seine Tochter Katja Statkevich, die in Ingolstadt lebt, nahm den Preis für ihn entgegen.

### 2014
Am 11. April 2014 wurde der 3. Internationale Willy-Brandt-Preis der birmanischen Friedensnobelpreisträgerin des Jahres 1991 Aung San Suu Kyi verliehen. Gewürdigt wurde das jahrzehntelange gewaltlose Engagement für Frieden, Freiheit und Demokratie als „Vorbild und große Inspiration für alle freiheitsliebenden Menschen auf der Welt“ (SPD-Parteivorsitzender Sigmar Gabriel).

### 2015
Im Jahr 2015 wurde die ungarische Philosophin und Kämpferin gegen Antisemitismus und Rassismus Ágnes Heller mit dem Hauptpreis ausgezeichnet, was als Fingerzeig in Richtung der zunehmend autokratischen Regierung unter Viktor Orbán gewertet wurde. Den Sonderpreis erhielt die Mitarbeiterin des NSA-Whistleblowers Edward Snowden, Sarah Harrison.

### 2016
Im Jahr 2016 erhielt das Flüchtlingshilfswerk der Vereinten Nationen (UNHCR) den Internationalen Willy-Brandt-Preis. Der Sonderpreis für besonderen politischen Mut wurde an die türkische Journalistengewerkschaft Türkiye Gazeteciler Sendikası (TGS) vergeben.